# E18

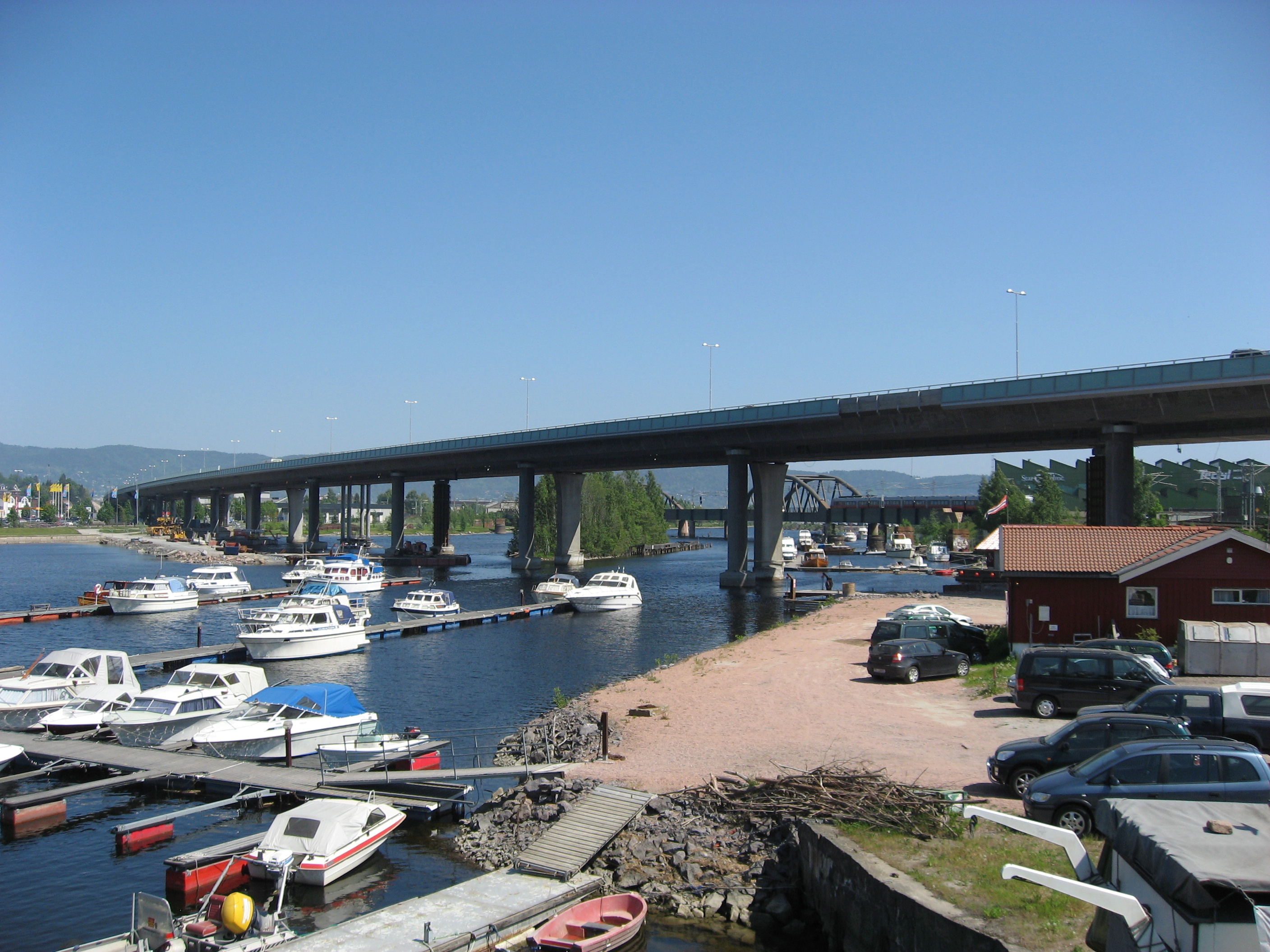
Bron vid Drammen, Norges längsta bro.

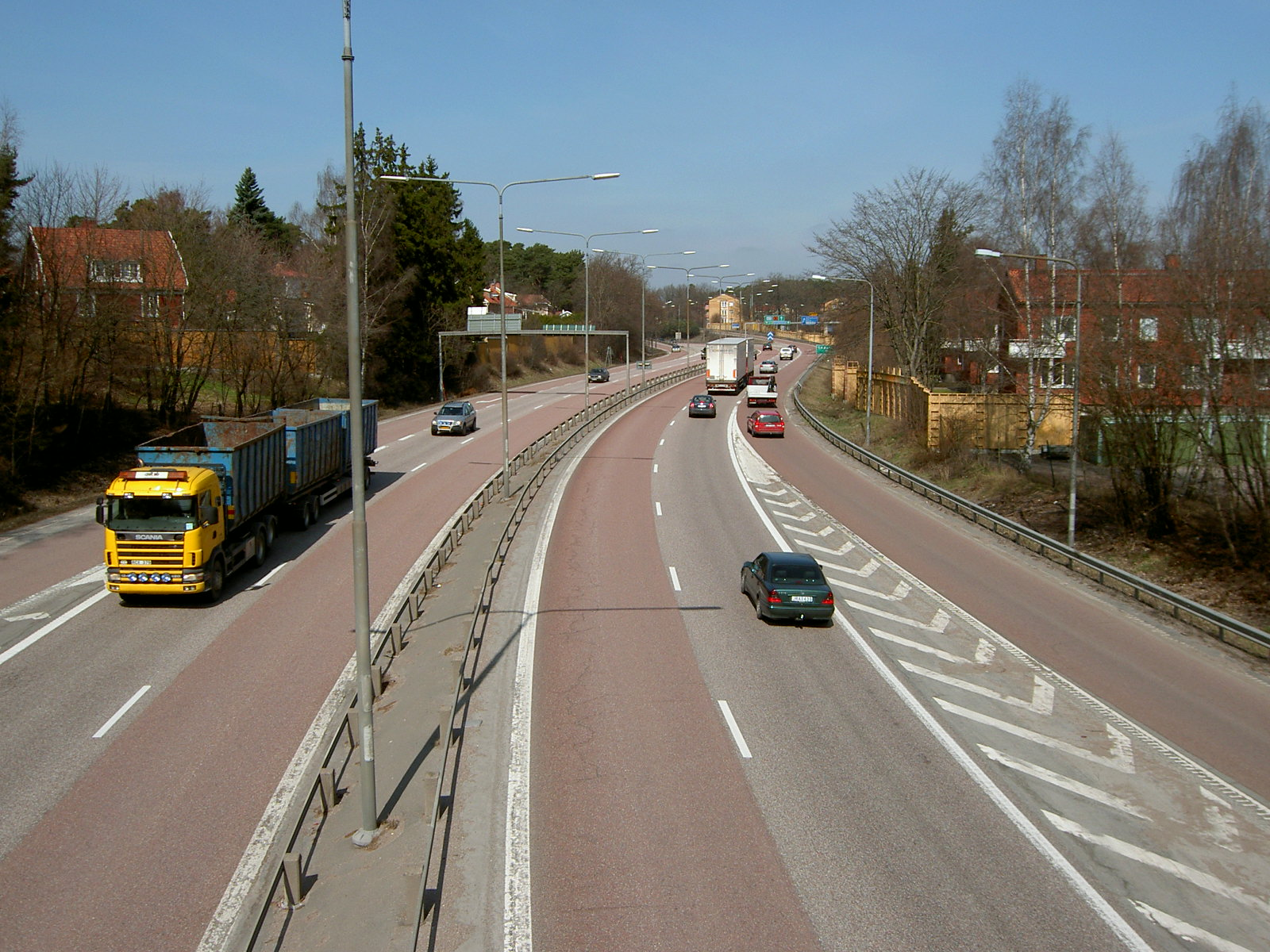
Stadsmotorvägen genom Västerås.

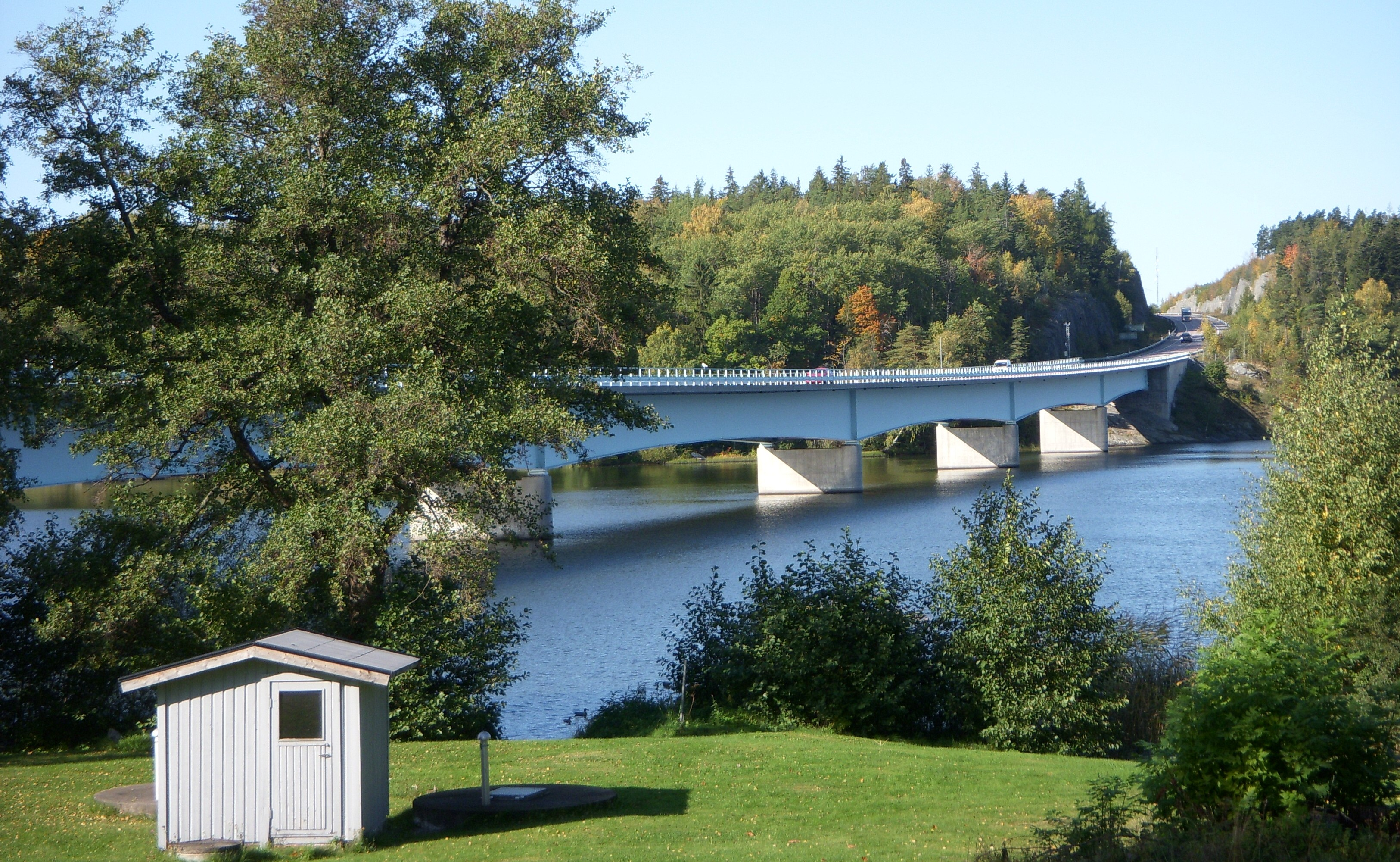
E18 över Ekolsundsbron i närheten av Enköping.

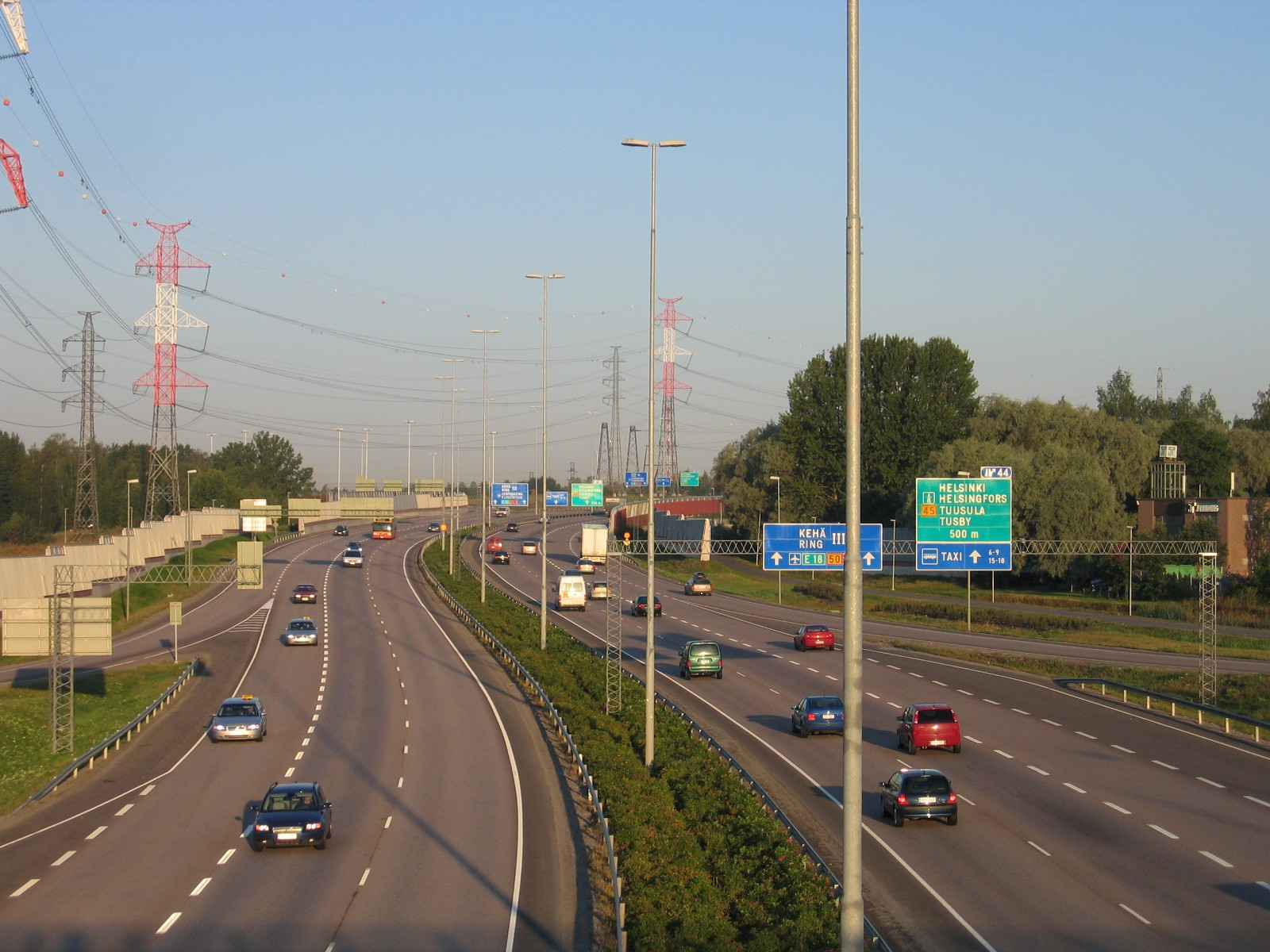
E18 / Ring III vid Vanda, Finland.

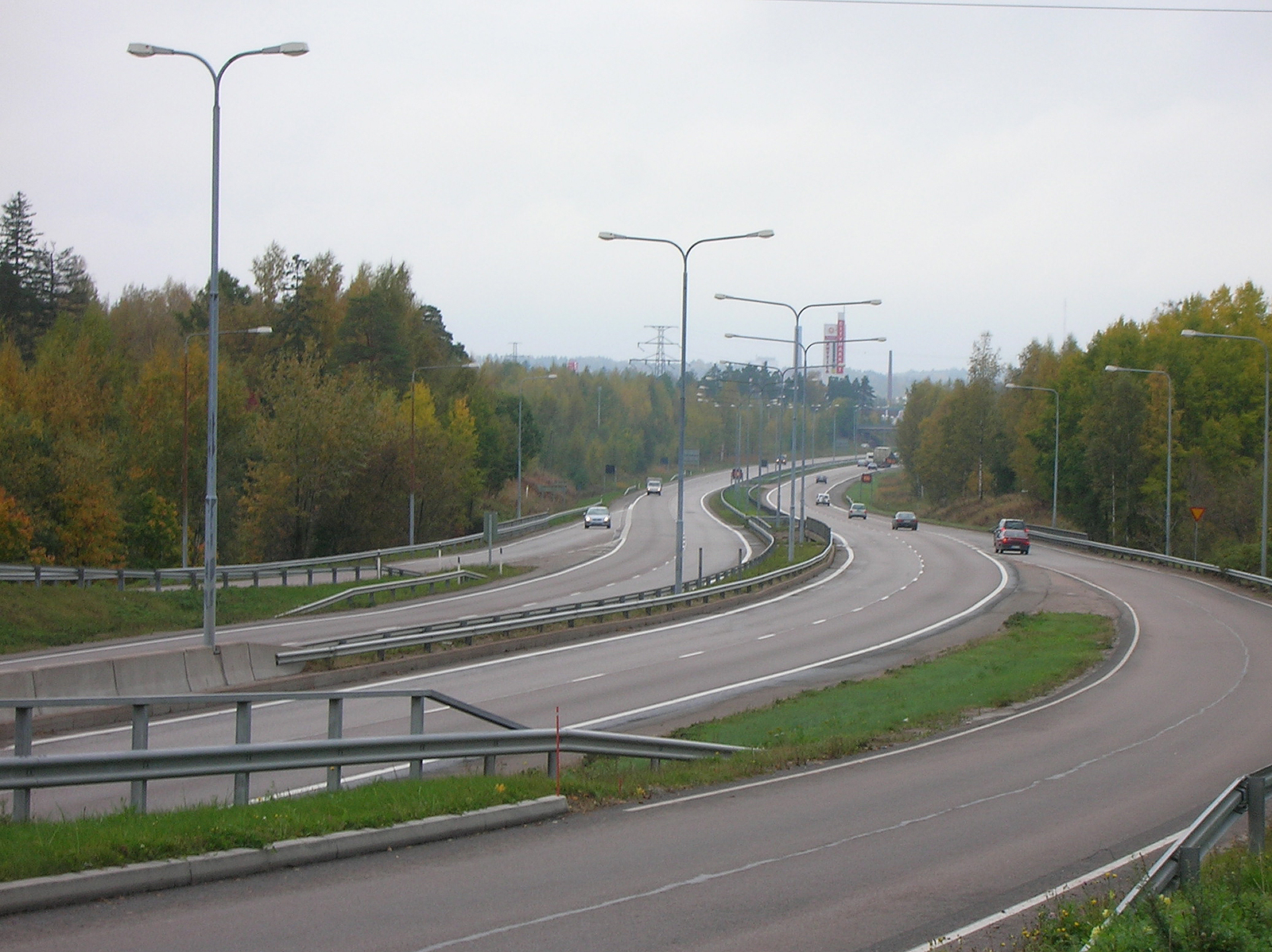
E18 / Rv 7 vid Kotka i Finland.

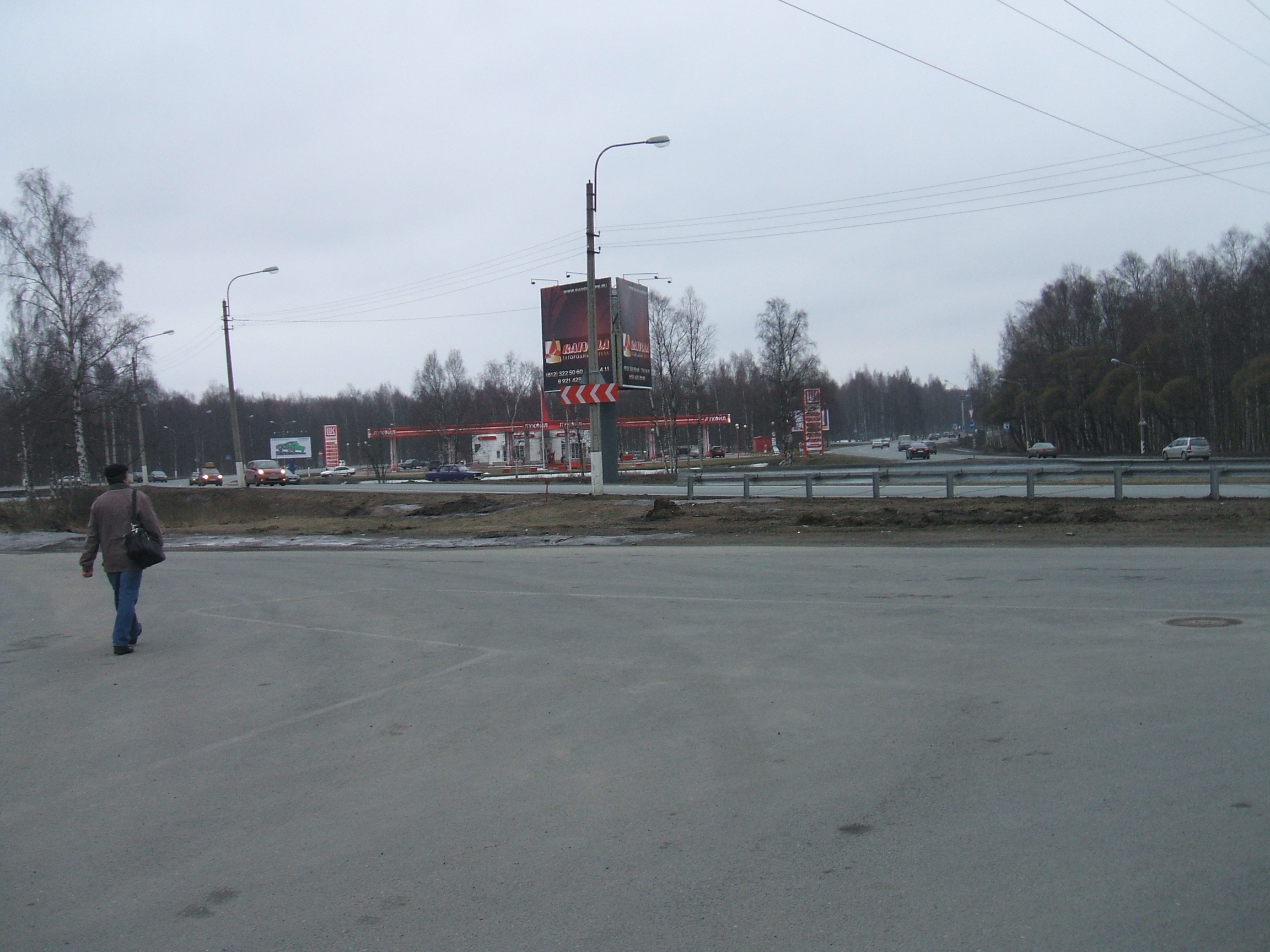
E18 i Beloostrov, Ryssland

E18 eller Europaväg 18 är en europaväg som börjar i Craigavon i Nordirland och slutar i Sankt Petersburg i Ryssland. I Sverige går vägen mellan norska gränsen och färjeläget vid Kapellskär. Den är 1 890 km lång, varav 512 km i Sverige.

## Sträckning
Craigavon (Storbritannien/Nordirland)–Belfast–Larne–(färja)–Stranraer–Carlisle–Newcastle upon Tyne–(havsavbrott Storbritannien–Norge)–Kristiansand–Drammen–Oslo–(gräns Norge–Sverige)–Årjäng–Karlstad–Kristinehamn–Karlskoga–Örebro–Arboga–Köping–Västerås–Enköping–Stockholm (Solna)–Norrtälje–Kapellskär–(färja Sverige–Finland)–Nådendal–Åbo–Helsingfors–Vaalimaa–(gräns Finland–Ryssland)–Viborg–Sankt Petersburg
Inga europavägar skyltas i Storbritannien.
Den möter följande europavägar:
| Storbritannien: - E1 - E5 - E15 Norge: - E39 - E134 - E16 - E6 |  | Sverige: - E45 - E20 - E4 - E265 Finland: - E8 - E63 - E12 - E75 Ryssland: - E105 |

## Färjor
Mellan Belfast och Stanraer går en färja (Belfast–Stanraer) som drivs av Stena Line, samt en mellan Larne och Cairnryan (Larne–Cairnryan) som drivs av P&O Ferries. Det finns ingen färja längre mellan Newcastle (Storbritannien) och Kristiansand (Norge), den lades ner i oktober 2006. Färjan Newcastle–Stavanger (Newcastle–Stavanger–Bergen) är sedan 2008 nedlagd. Skall man åka bil mellan Norge och England får man åka via Engelska kanalen.
På sträckan Kapellskär–Nådendal går Finnlines, varför ett lika bra[källa behövs] alternativ är Stockholm–Åbo (Stockholm–Åbo) som drivs av Silja Line och Viking Line.

## Motorvägar och trafikplatser längs E18
E18 är motorväg endast längs delar av sin sträckning både i Norge och i Sverige. Motorvägen är inte sammanhängande i något av länderna utan bara på de mer trafikerade delsträckorna. I Finland är nästan hela sträckan motorväg, förutom vid omfarterna kring Åbo och Helsingfors, som dock har nästan motorvägsstandard. I Storbritannien är E18 endast motorväg i Nordirland (M1), inte i England. Där är den endast landsväg, samt fyrfältsväg en kortare sträcka, och den följer väg A69 och A75.
Det är planer på att bygga om hela sträckan Kristiansand och Momarken i Norge till motorväg ungefär till 2030, där det inte redan är motorväg. I Sverige planeras hela sträckan Segmon–Norrtälje bli motorväg så småningom, men bara ett fåtal kvarvarande sträckor byggs om före 2020.[uppföljning saknas]
Trafikplatser finns som brukligt är längs motorvägs- och motortrafikledsträckorna, men även på vissa ställen längs övriga delar av E18.
Se Lista över trafikplatser längs E18 för en lista på trafikplatser inom Sverige.

## Finland
Vägen går inom Finland mellan Nådendal och ryska gränsen. Den följer Stamväg 40 (från Nådendal till Åbo), Riksväg 1, Ring III (Stamväg 50) och Riksväg 7. E18 är motorväg eller har motorvägsstandard under nästan hela dess sträckning.

## Ryssland
Vägen mellan finska gränsen och Sankt Petersburg är blandad landsväg och motortrafikled. Till Ryssland krävs visum för EU-medborgare.
Gränskontrollen som ofta är överbelastad på ryska sidan är ett mycket större hinder än vägkvaliteten. Trafikmängden har ökat vilket gränskontrollen inte kunnat hantera. För turister tar det varierande tid, ofta flera timmar. För lastbilar kan det ibland ta mer än en dag i väntan. Kön kan vara upp till 50 km lång. Kapaciteten ökas efter hand, men trafikmängden ökar med 10–30 procent per år, och år 2011 gjordes 10,6 miljoner passager av finsk-ryska landgränsen, varav många på E18. Innan Putins invasions krig mpt Ukraina fanns planer på att införa frihet från visum för ryssar i EU, vilket bedömdes tredubbla gränstrafiken, nu är istället gränstrafiken obefintlig.

## Historia
När europavägarna numrerades om, för Sveriges och Norges del år 1992, behöll denna europaväg nummer E18, åtminstone sträckan Stavanger–Oslo–Solna (Stockholm). Den råkade helt enkelt få samma nummer i det nya systemet som den hade förut, till skillnad från E4 och E6 som behöll samma nummer efter politisk förhandling. Sträckan Stockholm–Kapellskär–Åbo–Helsingfors–Sankt Petersburg hette före omnumreringen E3.
Före 2002 gick E18 mellan Stavanger och Kristiansand i Norge, vilket ändrades till E39 när den vägen drogs genom Norge.